# Bob's Oil Well
Bob's Oil Well est une ancienne station-service située à Matador, dans le comté de Motley, au Texas.
Ouverte en 1932 par Luther Bedford Robertson, un natif de Greenville dit Bob, elle est rendue remarquable par la structure qui la surplombe, laquelle imite un derrick. Celle-ci, d'abord construite en bois, est rebâtie en acier en 1939, atteignant alors 25,6 m.
Un panneau de la Texas Historical Commission met en valeur le site depuis 2004.